# Sony Alpha 58
Die Sony α58 (SLT-A58) ist eine Mittelklassekamera, welche ab April 2013 im deutschen Handel erhältlich war. Sie ist der Nachfolger der Sony α57 und löst gleichzeitig die Sony α37 ab. Sie besitzt wie diese einen teildurchlässigen Spiegel. Sony nennt diese Bauform „single-lens translucent camera“, kurz SLT-Kamera. Als SLT bietet sie den Phasenvergleichsautofokus bei Live-View und einen elektronischen Sucher.
Durch Nutzung des teildurchlässigen Spiegels anstelle eines sonst üblichen Klappspiegels, welcher für die Aufnahme hochklappen muss, ist es möglich, bis zu acht Bilder in der Sekunde bei konstanter Nachfokussierung durchzuführen, im JPG+RAW Modus sind es noch 5 Bilder/s. Auch ist dadurch ein Fokussieren im Live-View-Modus mit der gleichen Geschwindigkeit möglich wie über den Sucher. Die α58 besitzt, wie bei Sony üblich, einen eingebauten Bildstabilisator „SteadyShot“ für den 20,1-Megapixel-Sensor. Das Modell wurde im 2. Quartal 2017 eingestellt.
Die Sony α58 war in folgenden Versionen im Handel:
- SLT-A58 (Kamera ohne Objektiv)
- SLT-A58K (Kamera mit Objektiv Sony DT 18-55 mm F3,5-5,6 SAM II)
- SLT-A58M (Kamera mit Objektiv Sony DT 18-135 mm F3,5–5,6 SAM)
- SLT-A58Y (Kamera mit Objektiven Sony DT 18-55 mm F3,5-5,6 SAM II und Sony DT 55–200 mm F4–5,6 SAM II)